# Niederlistingen
Niederlistingen ist ein Ortsteil der Gemeinde Breuna im nordhessischen Landkreis Kassel.

## Geographie
Niederlistingen liegt in den Nordausläufern des Habichtswälder Berglands am Nordrand des Naturparks Habichtswald. Es befindet sich zwischen den Buchenwäldern Wolfsloh im Norden und Igelsbett im Süden am Warme-Zufluss Ruhrbach. Am südwestlichen Ortsrand kreuzen sich die Bundesstraße 7 und die nach Oberlistingen führende Landesstraße 3080.

## Geschichte

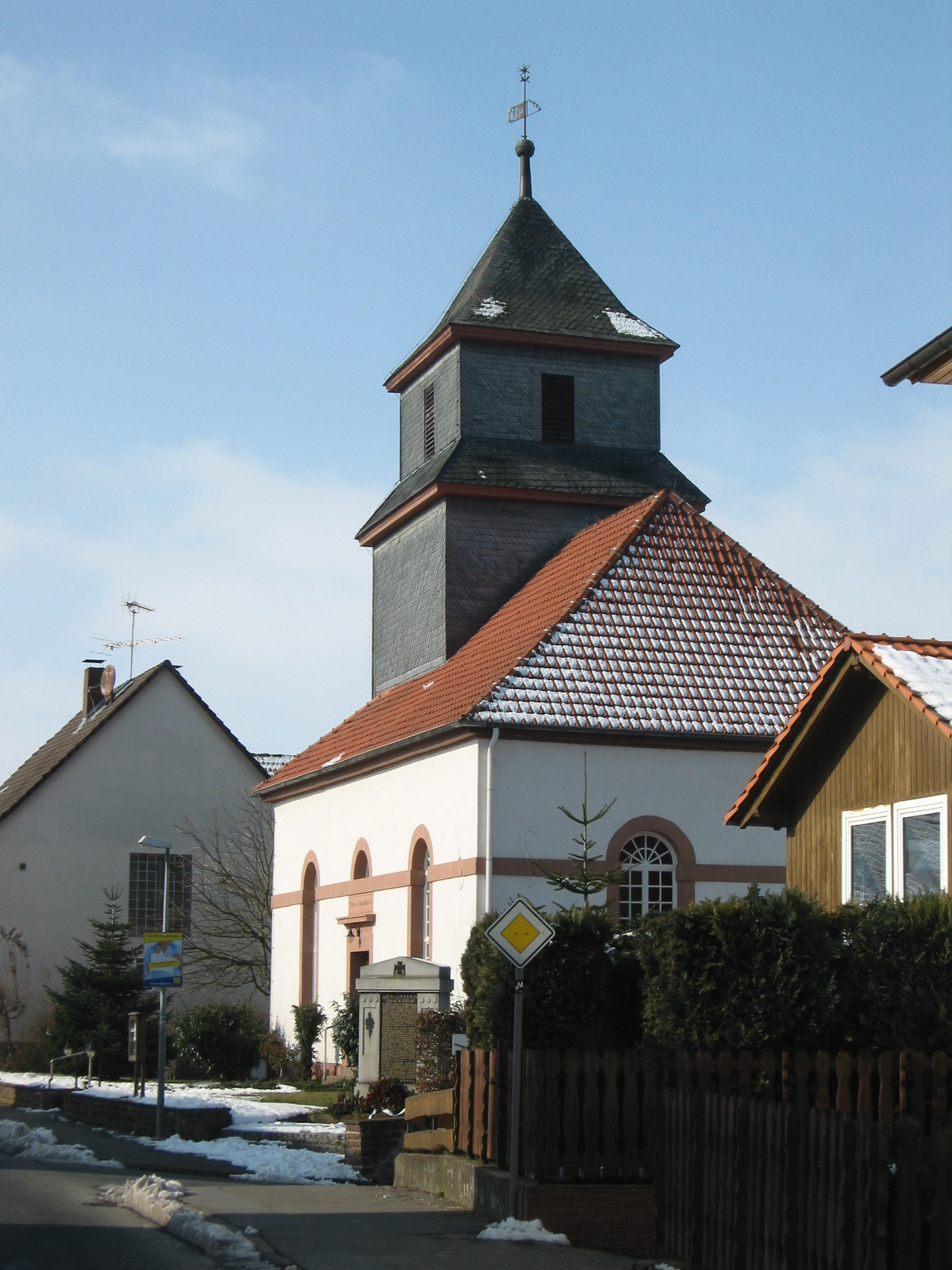
Evangelische Kirche Niederlistingen

Die älteste bekannte schriftliche Erwähnung von Listingen erfolgte unter dem Namen Lystungen im Traditiones Corbeienses und wird auf das Jahr 856 datiert. Niederlistingen ist durchzogen von der "Holländischen Straße", die von Kaufleuten im Mittelalter als Fernhandelsstraße benutzt wurde.  Die explizite Nennung von Niederlistingen als Nydern Lystingen erfolgte erst im Jahr 1341 in einem Lehensverzeichnis der von Calenbergs. Im Ort befand sich eine Villikation des Klosters Hilwartshausen mit Eigentum an Grund und Boden.
Die klassizistische Saalkirche stammt aus dem Jahre 1821.
Zum 1. August 1972 wurde, im Zuge der Gebietsreform in Hessen kraft Landesgesetz, die bis dahin selbstständige Gemeinde Niederlistingen in die Gemeinde Breuna eingegliedert. Für alle durch die Gebietsreform eingegliederten Gemeinden sowie die Kerngemeinde wurde je ein Ortsbezirk mit Ortsbeirat und Ortsvorsteher nach der Hessischen Gemeindeordnung eingerichtet.

## Bevölkerung
Einwohnerstruktur 2011
Nach den Erhebungen des Zensus 2011 lebten am Stichtag, dem 9. Mai 2011, in Niederlistingen 318 Einwohner. Darunter waren 3 (0,9 %) Ausländer. Nach dem Lebensalter waren 51 Einwohner unter 18 Jahren, 126 zwischen 18 und 49, 78 zwischen 50 und 64 und 174 Einwohner waren 66 und älter. Die Einwohner lebten in 129 Haushalten. Davon waren 27 Singlehaushalte, 36 Paare ohne Kinder und 51 Paare mit Kindern, sowie 15 Alleinerziehende und 3 Wohngemeinschaften. In 24 Haushalten lebten ausschließlich Senioren und in 78 Haushaltungen lebten keine Senioren.
Einwohnerentwicklung
| Quelle: Historisches Ortslexikon |                   |
| • 1585:                          | 32 Hausgesesse    |
| • 1747:                          | 373 Haushaltungen |

| Niederlistingen: Einwohnerzahlen von 1834 bis 2015 | Niederlistingen: Einwohnerzahlen von 1834 bis 2015 | Niederlistingen: Einwohnerzahlen von 1834 bis 2015 | Niederlistingen: Einwohnerzahlen von 1834 bis 2015 | Niederlistingen: Einwohnerzahlen von 1834 bis 2015 |
| --- | -------------------------------------------------- | -------------------------------------------------- | -------------------------------------------------- | -------------------------------------------------- |
| Jahr |                                                    |                                                    |                                                    | Einwohner                                          |
| 1834 | 1834                                               |                                                    | 227                                                | 227                                                |
| 1840 | 1840                                               |                                                    | 236                                                | 236                                                |
| 1846 | 1846                                               |                                                    | 279                                                | 279                                                |
| 1852 | 1852                                               |                                                    | 279                                                | 279                                                |
| 1858 | 1858                                               |                                                    | 249                                                | 249                                                |
| 1864 | 1864                                               |                                                    | 270                                                | 270                                                |
| 1871 | 1871                                               |                                                    | 319                                                | 319                                                |
| 1875 | 1875                                               |                                                    | 338                                                | 338                                                |
| 1885 | 1885                                               |                                                    | 332                                                | 332                                                |
| 1895 | 1895                                               |                                                    | 373                                                | 373                                                |
| 1905 | 1905                                               |                                                    | 281                                                | 281                                                |
| 1910 | 1910                                               |                                                    | 270                                                | 270                                                |
| 1925 | 1925                                               |                                                    | 302                                                | 302                                                |
| 1939 | 1939                                               |                                                    | 294                                                | 294                                                |
| 1946 | 1946                                               |                                                    | 496                                                | 496                                                |
| 1950 | 1950                                               |                                                    | 471                                                | 471                                                |
| 1956 | 1956                                               |                                                    | 419                                                | 419                                                |
| 1961 | 1961                                               |                                                    | 366                                                | 366                                                |
| 1967 | 1967                                               |                                                    | 354                                                | 354                                                |
| 1980 | 1980                                               |                                                    | ?                                                  | ?                                                  |
| 1990 | 1990                                               |                                                    | ?                                                  | ?                                                  |
| 2000 | 2000                                               |                                                    | ?                                                  | ?                                                  |
| 2011 | 2011                                               |                                                    | 318                                                | 318                                                |
| 2015 | 2015                                               |                                                    | 331                                                | 331                                                |
| Datenquelle: Historisches Gemeindeverzeichnis für Hessen: Die Bevölkerung der Gemeinden 1834 bis 1967. Wiesbaden: Hessisches Statistisches Landesamt, 1968. Weitere Quellen: LAGIS; Gemeinde Breuna; Zensus 2011 |                                                    |                                                    |                                                    |                                                    |

Historische Religionszugehörigkeit
| Quelle: Historisches Ortslexikon |                                                                    |
| • 1885:                          | 329 evangelische (= 99,10 %), 3 jüdische (= 0,90 %) Einwohner      |
| • 1961:                          | 324 evangelische (= 88,52 %), 41 katholische (= 11,20 %) Einwohner |

## Politik
Der Ortsbezirk Niederlistingen umfasst das Gebiet der ehemaligen Gemarkung Niederlistingen. Der Ortsbeirat besteht aus sieben Mitgliedern. Bei der Kommunalwahl 2021 betrug die Wahlbeteiligung zur Wahl des Ortsbeirats 67,05 %. Dabei wurden gewählt: drei Mitglieder der SPD und vier Mitglieder der CDU. Der Ortsbeirat wählte Friedhelm Becker (CDU) zum Ortsvorsteher.

## Sonstiges
- In Niederlistingen gibt es seit über 300 Jahren eine Gaststätte.
- Von Niederlistingen nach Niedermeiser führt ein Streuobstpfad, der aus etwa 1200 hochstämmigen Obstbäumen besteht.
- Im Ort gibt es ein Dorfgemeinschaftshaus.
- Listinger Heimat- und Geschichtsverein e.V.
- Gemischter Chor Niederlistingen
- Landfrauenverein Niederlistingen
- Feuerwehrverein Niederlistingen e.V.